# Daniel Baier
Daniel Baier (Colonia, Alemania, 18 de mayo de 1984) es un exfutbolista alemán que jugaba de centrocampista.
En septiembre de 2020, tras haber abandonado el F. C. Augsburgo en el mes de julio, anunció su retirada.

## Selección nacional
Fue internacional con la selección de fútbol sub-21 de Alemania.

## Clubes
| Club                     | País     | Año       |
| ------------------------ | -------- | --------- |
| TSV 1860 Múnich          | Alemania | 2003-2007 |
| VfL Wolfsburgo           | Alemania | 2007-2010 |
| F. C. Augsburgo (cedido) | Alemania | 2008-2009 |
| F. C. Augsburgo          | Alemania | 2010-2020 |

## Palmarés

### Campeonatos nacionales
| Título                 | Club           | País     | Año  |
| ---------------------- | -------------- | -------- | ---- |
| Bundesliga de Alemania | VfL Wolfsburgo | Alemania | 2009 |